# Konrad Hahm
Konrad Hahm (* 10. Juni 1892 in Ohlau, Provinz Schlesien; † 15. März 1943 in Berlin) war ein deutscher Volkskundler. In den 1920er-Jahren arbeitete er als Referent bei Reichskunstwart Edwin Redslob in Berlin und war vor allem mit Fragen der Volkskunst und Volkskunde betraut. Von 1928 bis 1935 leitete er die Sammlung für Deutsche Volkskunde, die der prähistorischen Abteilung des Völkerkundemuseums in Berlin angegliedert war, und war bis zu seinem Tod Leiter des 1935 neu gegründeten Staatlichen Museums für Deutsche Volkskunde. In diesem Zusammenhang arbeitete er an der wissenschaftlichen und kuratorischen Ausrichtung des Museums, dem er ein eigenes Gebäude und eine profiliertere Stellung als Institution zu verschaffen versuchte. Darüber hinaus bemühte er sich, die Volkskunde als völkische Wissenschaft zu positionieren und so sich und sein Haus im Nationalsozialismus abzusichern. In der Entwicklung des Berliner Museums für Volkskunde, das inzwischen im Museum Europäischer Kulturen aufgegangen ist, nimmt Hahm eine herausragende Stellung ein.

## Leben

### Kindheit, Ausbildung und frühe Tätigkeit
Konrad Hahm wurde am 10. Juni 1892 im niederschlesischen Ohlau als erstes von fünf Kindern des Bürgermeisters geboren. In seiner Kindheit besuchte Hahm mehrfach das Anwesen des Großvaters mütterlicherseits in Heinrichsdorf im Landkreis Militsch. Dort geriet er erstmals in Kontakt mit traditionellem bäuerlichem Volksleben. In der Folge studierte er in Breslau und Greifswald Theologie, Germanistik, Kunstgeschichte und Philosophie. 1916 wurde er aus gesundheitlichen Gründen aus dem Kriegsdienst entlassen und konnte sich ganz seinem Studium widmen. Im Folgejahr wurde er mit einer Arbeit über das dichterische Vermächtnis von Georg Büchner promoviert. Nach Abschluss des Studiums war Hahm für kurze Zeit an den Von Bodelschwinghsche Stiftungen Bethel tätig und seit 1919 Geschäftsführer des Schlesischen Vereins für Heimatschutz in Breslau. In dieser Funktion veranstaltete er unter anderem Ausstellungen und gab Kataloge heraus. Diese Position ermöglichte es ihm zudem, Kontakte mit Handwerkern, Künstlern und Museumsvertretern aus Schlesien und Sachsen zu knüpfen.

### Anstellung beim Reichskunstwart (1922–1928)

#### Arbeit für den Reichskunstwart und den Reichsverband für deutsches Handwerk

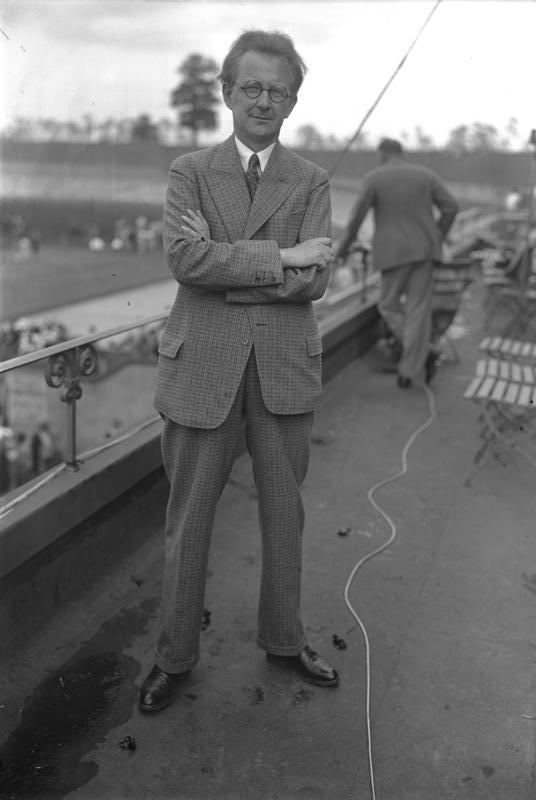
Reichskunstwart Edwin Redslob, 1929.

Zum 1. April 1922 erhielt Hahm eine Stelle als Referent beim Reichskunstwart Edwin Redslob in Berlin. Da er sich vor allem der Arbeitsgemeinschaft für Handwerkskultur widmen sollte, wurde die Stelle zur Hälfte vom Innenministerium und zur anderen Hälfte vom Reichsverband für deutsches Handwerk finanziert. Spätestens seit 1926 befand sich sein Arbeitsplatz im Schloss Bellevue, wo der Reichsverband für deutsches Handwerk ein Büro unterhielt. Die Stelle beim Reichskunstwart erlaubte es Hahm, verwaltungstechnische Abläufe kennenzulernen und auf wissenschaftstheoretischem Gebiet sowohl nationale wie auch internationale Kontakte zu knüpfen, die er im weiteren Verlauf seiner Karriere für sich fruchtbar machen konnte. 1924 heiratete Hahm die finnische Kulturkorrespondentin Haidi Blafield, mit der er Kontakte zu Persönlichkeiten aus Staat und Gesellschaft pflegte, die er später für sein Projekt eines Museums für Deutsche Volkskunde nutzen konnte.
Reichskunstwart Redslob, der seit den frühen 1920er-Jahren die Untersuchung und Popularisierung der traditionellen Volkskunst förderte und selbst Konzepte entwickelte sowie Schriften veröffentlichte, regte Hahms Hinwendung zur Volkskunde an. Dabei folgte er einem gesamteuropäischen Trend der Zeit nach dem Ersten Weltkrieg. Mit der Arbeitsgemeinschaft für deutsche Handwerkskultur sollten auch volkswirtschaftliche Ziele erreicht und über die Pflege der Volkskunst wirtschaftliche Impulse für die verschiedenen Gewerbezweige gegeben werden. Die Arbeitsgemeinschaft sollte durch kleine Ausstellungen Handwerker fördern und zudem durch historische Vorbilder gestalterische Anregungen bieten. Die Ausstellungen sollten außerdem zur Vorbereitung einer großen deutschen Volkskunstausstellung dienen, die seit 1922 angedacht worden war, deren konkrete Planung infolge der Inflation jedoch erst 1926 beginnen konnte. Redslob erarbeitete als Präsident dieser Ausstellung, die 1929 in Dresden im Kontext der Jahresschau deutscher Arbeit gezeigt werden sollte, ihr künstlerisches und wissenschaftliches Konzept, während er Hahm als Geschäftsführer einsetzte. Neben dieser Tätigkeit reiste Hahm zum Beispiel 1924 im Auftrag Redslobs nach Schlesien, wo er Material für die Ausstellung Schlesische Volkskunst, deren besonderer Schwerpunkt auf dem Aspekt des Grenzland- und Auslandsdeutschtums lag, sammeln sollte.
Als der Reichskunstwart 1926 für Mai 1928 einen internationalen Volkskunstkongress, der in Verbindung zu den Kontakten Redslobs mit dem Internationalen Institut für geistige Zusammenarbeit beim Völkerbund stand, einberief, betreute Hahm die Vorbereitungen auf deutscher Seite. Auf dem in Prag stattfindenden Kongress wurde die Internationale Volkskunstkommission gegründet, der 24 nationale Kommissionen angehörten. Die Deutsche Volkskunstkommission stand unter dem Vorsitz Otto Lehmanns, während Hahm die Position des Geschäftsführers innehatte. Das Verhältnis der in der Kommission organisierten Volkskundler und dem Reichskunstwart war nicht ungetrübt, viele von ihnen standen dessen Kompetenz und der Gegenwartsorientierung der Beschäftigung Redslobs mit der Volkskunst skeptisch gegenüber. Auch Hahm äußerte sich in diesem Kontext abschätzig über seinen Vorgesetzten, mit dem er bereits in der Definition der Volkskunst – für Hahm lag sie wie für die meisten Fachkollegen im Bauerntum begründet, während Redslob sie dem zünftischen Handwerk zuordnete – nicht übereinstimmte. Für die Kommission bedeutete Hahms Position jedoch die Möglichkeit, in ihrem Sinne auf Entscheidungen hinzuwirken, die zu einer besseren finanziellen Ausstattung des Faches geführt hätten. Neben der Gründung der Internationalen Volkskunstkommission wurde auf dem Prager Kongress der Beschluss gefasst, in Bern eine Internationale Ausstellung von Volkskunst zu veranstalten. Als deutscher Beitrag sollte die für die Jahresschau deutscher Arbeit 1929 in Dresden konzipierte Ausstellung übernommen werden. Dies kam jedoch nicht zustande, nachdem erst das Präsidium der Jahresschau deutscher Arbeit in Dresden das Berliner Büro für die Volkskunstausstellung zum Jahresende 1927 aufgrund fehlender finanzieller Mittel schloss, womit auch Hahm entlassen wurde, und dann der Reichskunstwart im Zuge der Weltwirtschaftskrise ebenfalls nicht die Mittel für eine Beteiligung an der in Bern geplanten internationalen Ausstellung aufbringen konnte.

#### Frühes wissenschaftliches Schaffen
In seiner wissenschaftlichen Arbeit auf dem Gebiet der Volkskunst zeigte Hahm schon im Laufe der 1920er-Jahre völkische Tendenzen. In seiner 1928 erschienenen Publikation Deutsche Volkskunst beschrieb er die Kreativität der Volkskunst nicht als kulturell begründbare Konstante der bäuerlichen Lebenswelt, sondern als biologisch begründete bäuerliche Lebens- und Werkauffassung. Im volkskundlichen Material erkannte Hahm Belege für das „Volksempfinden“ der Bauern, das auf Grundlage des Wirkens von „Volkstum“, „Stamm“, „Sippe“, „Erbgemeinschaft“ entstand. Die geringen Variationen von Ornamenten und Sinnbildern bewiesen für ihn die Formbeständigkeit der Volkskunst, die zur Überlieferung von germanischen Kulturelementen von der Bronzezeit bis in die Gegenwart geführt hätte. Diese ahistorische Rückprojektion von Ideen der germanischen oder deutschen Nation in die Vergangenheit bei Hahm entsprach ähnlichen Entwicklungen in der zeitgenössischen prähistorischen Forschung. Aus den festgestellten Kontinuitäten der Formen leitete Hahm das Vorhandensein einer intakten Gemeinschaft des einfachen Volkes ab, weshalb sich in der Volkskunst der künstlerisch geäußerte „Gemeinschaftsglaube“ finden lasse. Diese Position taugte zum politischen Argument in der Diskussion um die Entfremdung des Menschen im technischen Zeitalter. Hahm lehnte dabei Entwicklungen der Moderne jedoch nicht vollkommen ab. So verfasste er für den Band der Neuen Werkkunst über den Breslauer Architekten Theo Effenberger im Jahr 1929 die Einleitung. Effenberger gehörte zum progressiven Umfeld von Hans Scharoun und Hans Poelzig, verband in seiner Architektur aber moderne Elemente mit dem Heimatstil, weshalb er durchaus Hahms Vorstellung einer organischen Entwicklung im Sinne der Heimatschutzarbeit in Schlesien entsprach.
Anfang der 1930er-Jahre sollte Hahm erstmals an der Berliner Universität unterrichten. Im Wintersemester 1931/32 waren Vorlesungen zur Beziehung von Handwerk und Volkskunde in Berlin, die Studierenden aller Hochschulen und des berufspädagogischen Instituts offenstehen sollten, geplant. Das Deutsche Handwerksinstitut in Hannover sollte dieses Unternehmen finanziell unterstützen, die Vorlesungsreihe kam jedoch nicht zustande. Hahm beklagte, dass sein Ansatz Volkskunst und Handwerk miteinander in Beziehung zu setzen bis dahin weder von der Volkskunde noch Kunstwissenschaft verfolgt worden sei; das notwendige Material sei weit verstreut und kleine Museen hätten nicht die Mittel, es im notwendigen Umfang zu publizieren. Deshalb beantragte Hahm Reisemittel vom Deutschen Handwerksinstitut, so dass er im Wintersemester 1932/33 mit dem Halten der Vorlesung beginnen könnte. Im Februar 1932 teilte das Institut mit, beim preußischen Minister für Wissenschaft, Kunst und Volksbildung einen Lehrauftrag zu beantragen. Sowohl der Minister als auch die philosophische Fakultät der Berliner Universität hätten zugestimmt, so dass der Beirat des Instituts Hahm für den Lehrauftrag vorgeschlagen und Mittel bereitgestellt habe. Ob es tatsächlich zur Ausübung dieses Lehrauftrags vor der Machtübernahme der Nationalsozialisten Ende Januar 1933 kam, ist aber unklar. Im Vorlesungsverzeichnis tauchte Hahm erst 1936/37 auf.

### Leiter der Sammlung für Deutsche Volkskunde (1928–1935)

#### Entwicklung der Sammlung und Kampf um ein eigenes Haus

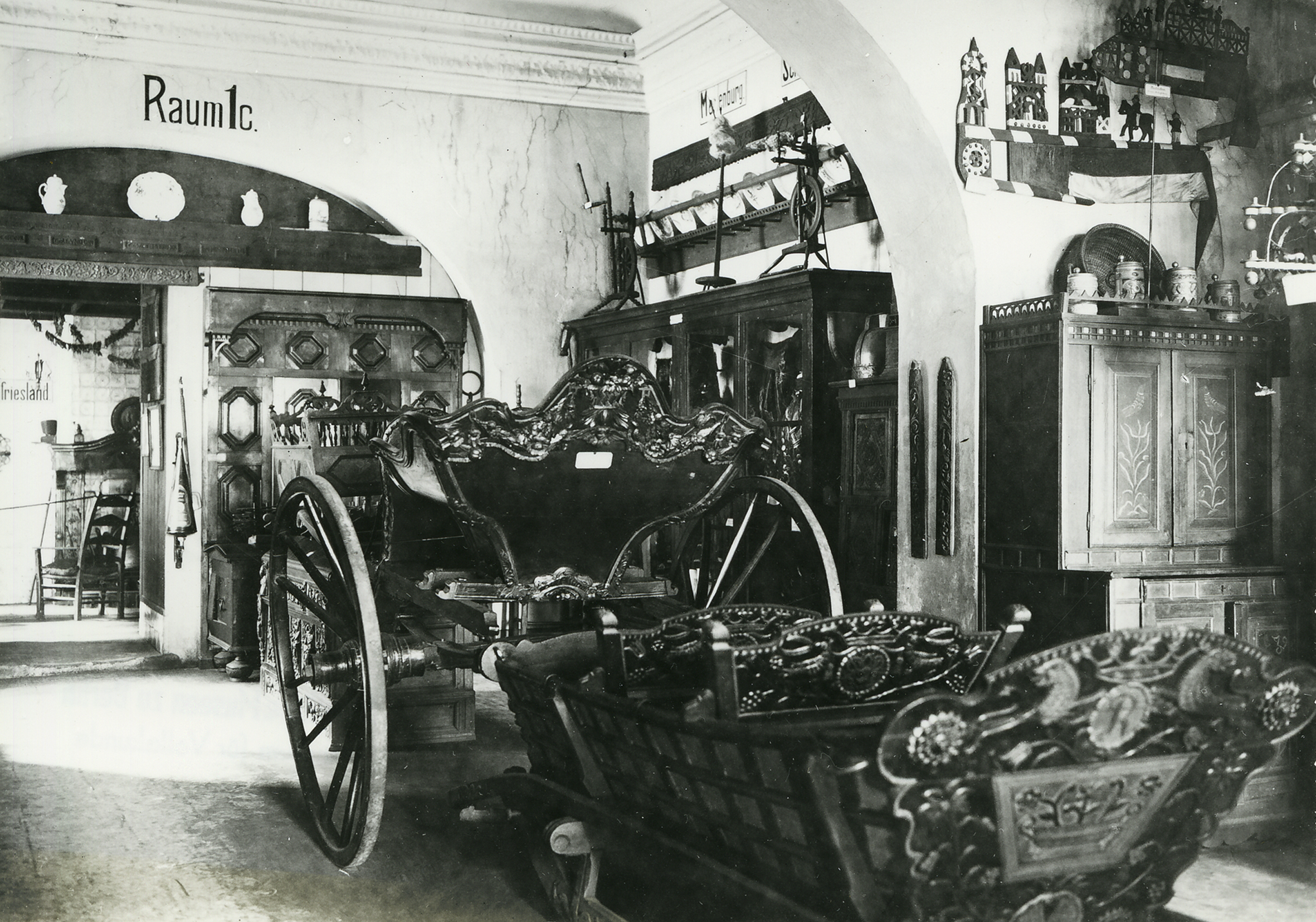
Unbekannter Photograph, Sammlung für deutsche Volkskunde im Palais Creutz, Blick in die Ausstellung, nach 1909.

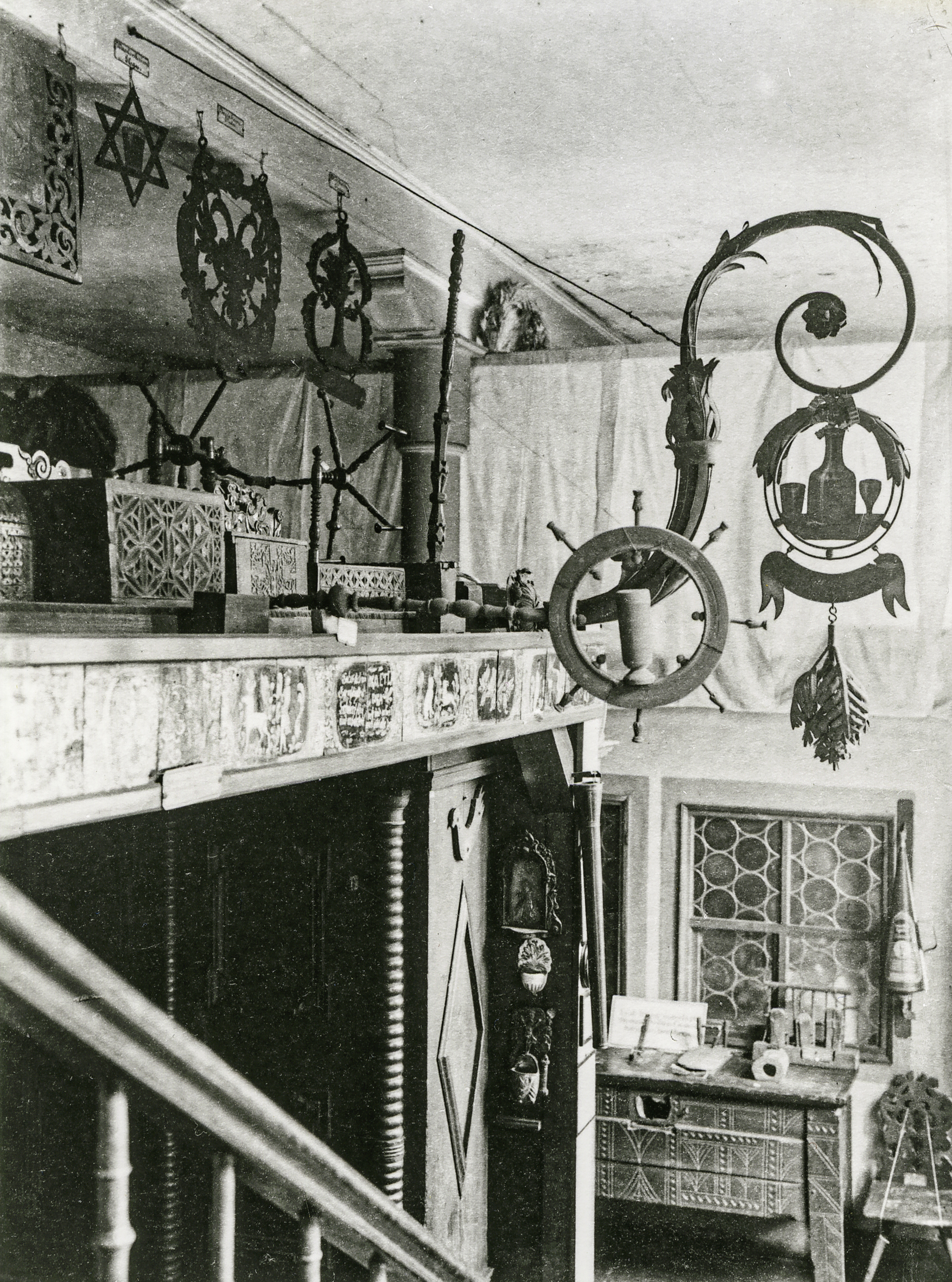
Unbekannter Photograph, Sammlung für deutsche Volkskunde im Palais Creutz, Klosterstraße 36, Treppenaufgang, 1933.

Da mit der Entlassung durch den Reichsverband für deutsches Handwerk Ende 1927 die Hälfte der Finanzierung von Hahms Stelle beim Reichskunstwart verloren ging, bemühte sich Redslob, Hahm im Berliner Kulturbetrieb eine Anstellung zu verschaffen und damit die weiteren angestoßenen Entwicklungen jenseits der abgesagten Volkskunstausstellung abzusichern. Als der Leiter der volkskundlichen Sammlung bei den Staatlichen Museen zu Berlin, Karl Brunner, im Herbst 1928 seinen Ruhestand antrat, wurde Hahm zum 1. November 1928 als Kustos zu seinem Nachfolger bestimmt. Die genauen Umstände dieser Anstellung sind nicht bekannt, auch da die Akten der Generalverwaltung der Staatlichen Museen im Krieg verloren gingen. Jedoch ist es wahrscheinlich, dass sich im Rahmen der Vorbereitungen für die für 1929 in Dresden geplante Volkskunstausstellung Kontakte mit der volkskundlichen Sammlung der Staatlichen Museen ergeben hatten und er diese und ihre Probleme kannte. Als Leiter der volkskundlichen Sammlung übernahm Hahm in der Folge auch den Vorsitz der Deutschen Volkskunstkommission.
Als Hahm die Leitung der volkskundlichen Sammlung übernahm, hatte diese mit organisatorischen und räumlichen Problemen zu kämpfen. Innerhalb der Staatlichen Museen zu Berlin, zu denen die Sammlung seit 1904 gehörte, hatte sie nicht den Status eines eigenständigen Museums, sondern war dem Museum für Vor- und Frühgeschichte angegliedert. Das Palais Creutz in der Klosterstraße 36, das zuvor eine Gewerbeschule beherbergt hatte und seit der Gründung des Volkskundemuseums 1889 als dessen Gebäude diente, ermöglichte nur eine unzureichende Präsentation der Sammlung, die als chaotisch beschrieben wurde und der es in den Räumen an Licht gemangelt habe. Unter diesen schwierigen Umständen strebte Hahm an, die Sammlung zu popularisieren, indem er über Schulen und Lehrer versuchte, ihre erzieherischen und volksbildenden Aspekte für Schüler fruchtbar zu machen. Anlässlich des vierzigjährigen Bestehens des Museums im Oktober 1929 veranstaltete Hahm gemeinsam mit der Preußischen Akademie der Künste und dem Verband deutscher Vereine für Volkskunde eine Ausstellung in den Räumlichkeiten der Akademie der Künste am Pariser Platz, die von Max Liebermann eröffnet wurde. Das Konzept der Ausstellung mit der Trennung der Objekte nach Werkstoffgruppen folgte den Prinzipien, die in der Arbeitsgemeinschaft für deutsche Handwerkskultur beim Reichskunstwart entwickelt worden waren. Hahm beabsichtigte mit dieser Schau, zum einen die Bedeutung der Sammlung der Öffentlichkeit zu vermitteln und zugleich auf die unbefriedigende räumliche Situation aufmerksam zu machen. Diese Ausstellung stieß auf großes Interesse der Berliner Bevölkerung, deren Reaktion von allgemeiner Begeisterung bis hin zu Diskursen über den „völkisch-deutschen Kunstgewerbefleiß“ reichte. Zudem kam der Einfluss jüdischer Mäzene wie James Simon und Alexander Meyer Cohn, der dem Museum eine große Sammlung von Trachten schenkte, zum Ausdruck. Der Journalist Paul Schmidt stellte diese jüdische Förderung der musealen Sammlung der Vernachlässigung durch nationalistische Kräfte gegenüber. Hahms Kalkül, mit dieser Schau auf sein Museum aufmerksam zu machen, ging also auf.
Während die Suche für ein neues Museumsgebäude sich hinzog, gelang es Hahm nach seiner Berufung als Leiter der volkskundlichen Sammlung, durch die Anstellung von drei wissenschaftlichen Mitarbeitern und weiterer technischer Mitarbeiter für Bibliothek, Verwaltung und Magazin in Werkverträgen die Personalsituation deutlich zu verbessern und damit ein leistungsfähiges Museum zu schaffen. Gemeinsam mit dem Verband der Vereine für Volkskunde erarbeitete Hahm Konzepte für das Museum und machte Eingaben beim preußischen Kultusministerium. Als neues Museumsgebäude wurden drei Möglichkeiten in Erwägung gezogen: der Gebäudekomplex Prinz-Albrechtstraße 8, das Jagdschloss Grunewald und das Schloss Bellevue. Die beiden letzteren boten dabei die Möglichkeit, auch Freilichtanlagen einzurichten. In einer undatierten Denkschrift, die Hahm wohl 1929 verfasst hat, bevorzugte er Bellevue, da es zentral lag und verkehrstechnisch gut angebunden war. Von ministerieller Seite wurde hingegen der Standort im Grunewald favorisiert. 1930 wurde die Erstellung eines Kostenvoranschlags für die nötigen Umbauten im Jagdschloss Grunewald erteilt, jedoch kam es aufgrund der Weltwirtschaftskrise zu keiner endgültigen Entscheidung.

#### Arbeit im Rahmen der Deutschen Volkskunstkommission
Neben seiner Tätigkeit als Leiter des Museums organisierte Hahm in seiner Funktion als Geschäftsführer der Deutschen Volkskunstkommission in Zusammenarbeit mit dem Deutschen Verein für ländliche Wohlfahrtspflege und dem Reichsverband landwirtschaftlicher Hausfrauenvereine im Mai und Juni 1932 die 2500 Quadratmeter umfassende Ausstellung Volkskunst, Hausfleiß und Handwerk im Lichthof des Wertheim-Kaufhauses. Da das Kaufhaus die Kosten der Durchführung übernahm und die meiste Arbeit von Mitgliedern der Deutschen Volkskunstkommission ehrenamtlich erbracht wurde, mussten für dieses Ausstellungsvorhaben keine öffentlichen Mittel in Anspruch genommen werden. Das Konzept orientierte sich an den Vorbereitungen für die nicht zustande gekommene Dresdner Ausstellung und wurde von Hahm immer noch mit Blick auf die mögliche internationale Ausstellung in Bern erarbeitet. 400 Werkstätten präsentierten in der Schau ihre Produkte und boten sie auch zum Verkauf an. Das Ausstellungsvorhaben wurde insgesamt positiv bewertet, da es insbesondere der Deutschen Volkskunstkommission die Möglichkeit bot, theoretische und praktische Erfahrungen für die Organisation solcher Vorhaben zu sammeln. Dieses Ausstellungsprojekt ist insgesamt auch charakteristisch für Hahms Vorgehen bei der Belebung seines Museums: Da er als Kustos einer Unterabteilung des Völkerkundemuseums in einem Unterstellungsverhältnis stand, verfolgte er Vorhaben außerhalb des Dienstwegs und machte sich dabei unter anderem seine Position in der Deutschen Volkskunstkommission zu Nutze. Ebenso griff er auf seine Kontakte zum Preußischen Innen- und Finanzministerium zurück, die er während seiner Arbeit für den Reichskunstwart geknüpft hatte. Mit Johannes Popitz, 1925 bis 1929 Staatssekretär, seit 1932 kommissarischer Leiter des Preußischen Finanzministeriums und nach der Machtübernahme durch die Nationalsozialisten 1933 Finanzminister, verband Hahm ein freundschaftliches Verhältnis, das der finanziellen Absicherung von Hahms Museumsplänen und Förderung der Volkskunstforschung insgesamt dienlich war.

#### Hinarbeit auf ein neues Museumsgebäude im Nationalsozialismus
Nach der Machtübernahme der Nationalsozialisten 1933 passte Hahm zum einen seinen Sprachgebrauch den neuen Anforderungen an, zum anderen nutzte er die unklaren Verhältnisse im Kulturbetrieb, um seine Pläne für die Staatliche Sammlung für deutsche Volkskunst voranzutreiben. Am 27. April 1933 unterzeichnete er ein Papier von Max Hildebert Boehm aus dem Institut für Grenz- und Auslandsdeutschtum, in dem sich die Unterzeichnenden sowohl zu Adolf Hitler und der NSDAP bekannten als auch ihren Willen zur Mitarbeit in der „volksdeutschen Bewegung“ bekundeten. Sein Eintritt in die NSDAP im Jahr 1933 ist ebenso in diesem Kontext zu verorten, da Hahm mit anderen Unterzeichnern um die Parteiaufnahme, unter Vermeideung des Bekanntwerdens dieses Umstandes, bat. Dieser Bitte kam Rudolf Heß persönlich nach. Hahm versuchte auch, Joseph Maria Ritz, mit dem er im Rahmen der deutschen Volkskunstkommission zusammenarbeitete, zum Parteieintritt zu überreden, was dieser jedoch ablehnte.
Während Hahms bisheriger Förderer Edwin Redslob entlassen und das Amt des Reichskunstwarts 1933 beseitigt wurde, verfolgte er in Zusammenarbeit mit Popitz seine Pläne weiter: Seine Denkschrift aus dem Jahr 1929 aktualisierte er und ergänzte neue Argumente. Zudem strich er die beiden anderen in Betracht gezogenen Gebäude und bezog sich allein auf das Schloss Bellevue. Im Januar 1934 konnte das Schloss als Museumsgebäude übernommen werden und die notwendigen Umbauten begannen. Zu diesem Zeitpunkt war das für die Museen zuständige Reichsministerium für Wissenschaft, Erziehung und Volksbildung, das erst im Mai 1934 aus der Fusion von preußischem Kultusministerium und der aus dem Reichsministerium des Innern ausgegliederten Zuständigkeit für das Bildungswesen hervorging, noch nicht aktiv.

### Direktor des Staatlichen Museums für Deutsche Volkskunde (1935–1943)

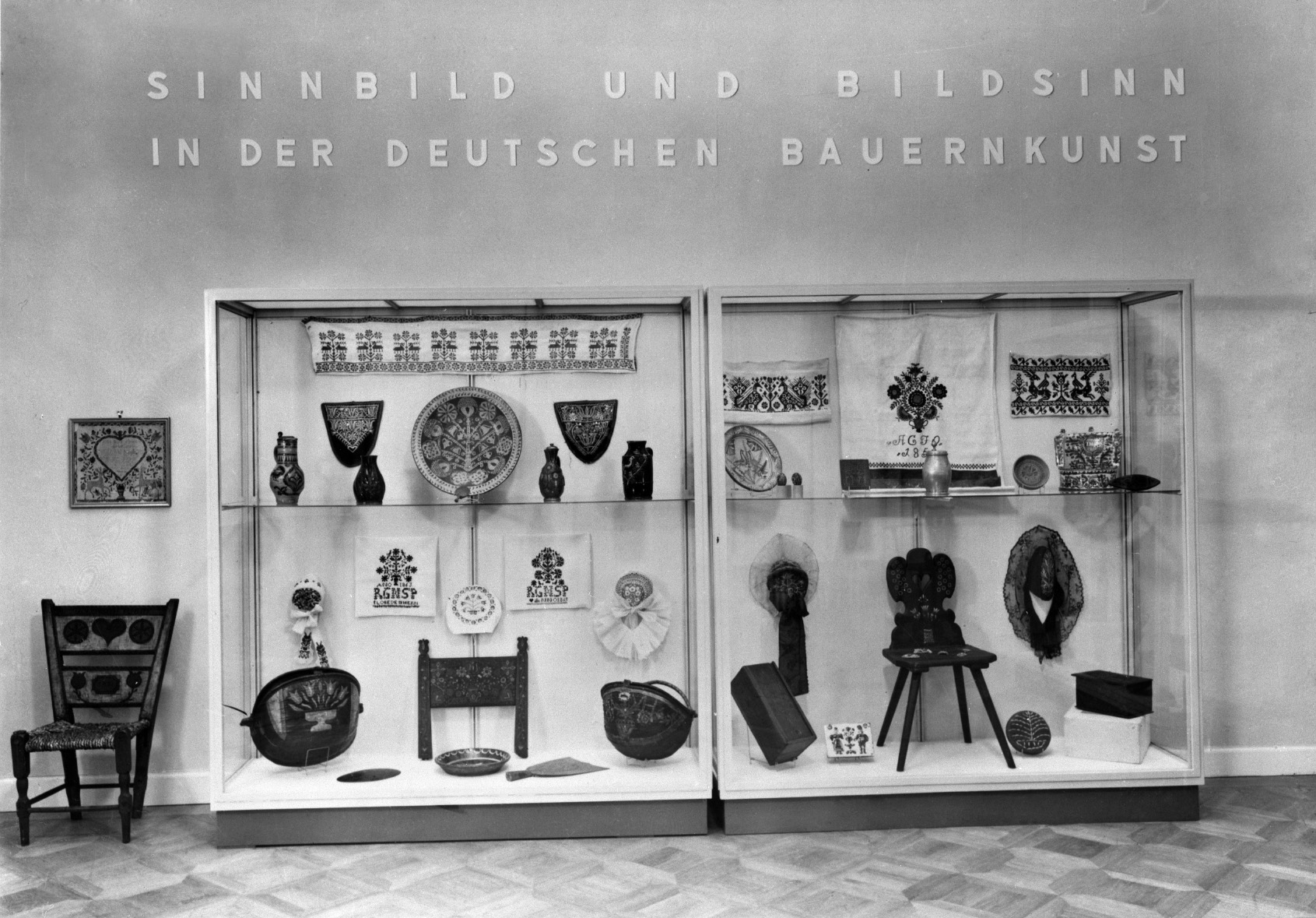
Blick in die Ausstellung Deutsche Bauernkunst des Museums für Deutsche Volkskunde im Schloss Bellevue, 1935–1938.

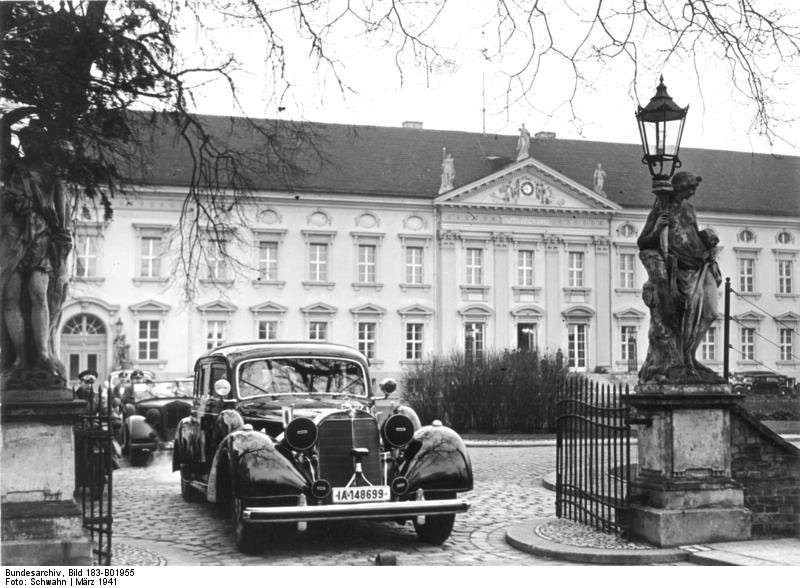
Das Schloss Bellevue beim Staatsbesuch von Yosuke Matsuoka 1941, nachdem das Museum für Deutsche Volkskunst den Standort hatte aufgeben müssen und das Schloss zum Gästehaus der Reichsregierung umfunktioniert worden war.

#### Wirken für das Staatliche Museum für Deutsche Volkskunde
Am 1. Oktober 1935 eröffnete das Staatliche Museum für deutsche Volkskunde, das nun eine eigene Institution im Verband der Staatlichen Museen zu Berlin war, im Schloss Bellevue. Anlässlich der Eröffnung sprachen eine polnische Volkskundlerin sowie die renommierten Fachvertreter Sigurd Erixon aus Schweden und Georges-Henri Rivière aus Frankreich. Die zu diesem Anlass im Mittelbau von Hahm gezeigte Ausstellung Deutsche Bauernkunst, die wegen fehlender finanzieller Mittel für neue Projekte mehrmals über ihre geplante Laufzeit von sechs Monaten hinaus verlängert wurde, kam den ideologischen Erwartungen der Nationalsozialisten weit entgegen: Sie begann mit einer Einleitung zum germanischen Bauerntum, die als Leihgabe aus dem Industriemuseum Neumünster übernommen worden war, und umfasste auch einen Abschnitt über Sinnbild und Bildsinn, welcher der Vermittlung des ideologisch geprägten Bildes des deutschen Bauern in besonderem Maße diente. Anlässlich der Eröffnung vermerkte Hahm zudem, dass sein Haus nun aus fünfzigjährigem Schattendasein herausträte, wobei er die Mängel der bisherigen Politik des Kultusministeriums kritisierte und den positiven Entwicklungen im Nationalsozialismus gegenüberstellte. Unter der Führung Hitlers hätten geistige Elite und Staat durch ein gemeinsames völkisches Geschichtsbild geeint werden können. Mit der Eröffnungsausstellung beschritt Hahm jedoch auch kuratorisch neue Wege: Er wich vom regionalen Herkunftsprinzip, das in der Völkerkunde üblich war, ab und organisierte die Objekte stattdessen nach Materialgruppen, die einer von konservatorischen Gesichtspunkten geleiteten Deponierung entsprach. Mit der Präsentation in großzügigen Vitrinen erzielte Hahm eine übersichtliche Wirkung, die sich vom chaotischen Eindruck der ehemaligen Ausstellungsräume unterschied. Hinzu kamen mit der Isolierung von Einzelstücken und der farbigen Wandgestaltung weitere moderne Präsentationsmethoden. Hahm selbst setzte dies mit der Warenhausästhetik in Beziehung und setzte es als Mittel ein, eine Verbindung von Volkskultur und Hochkultur herzustellen.

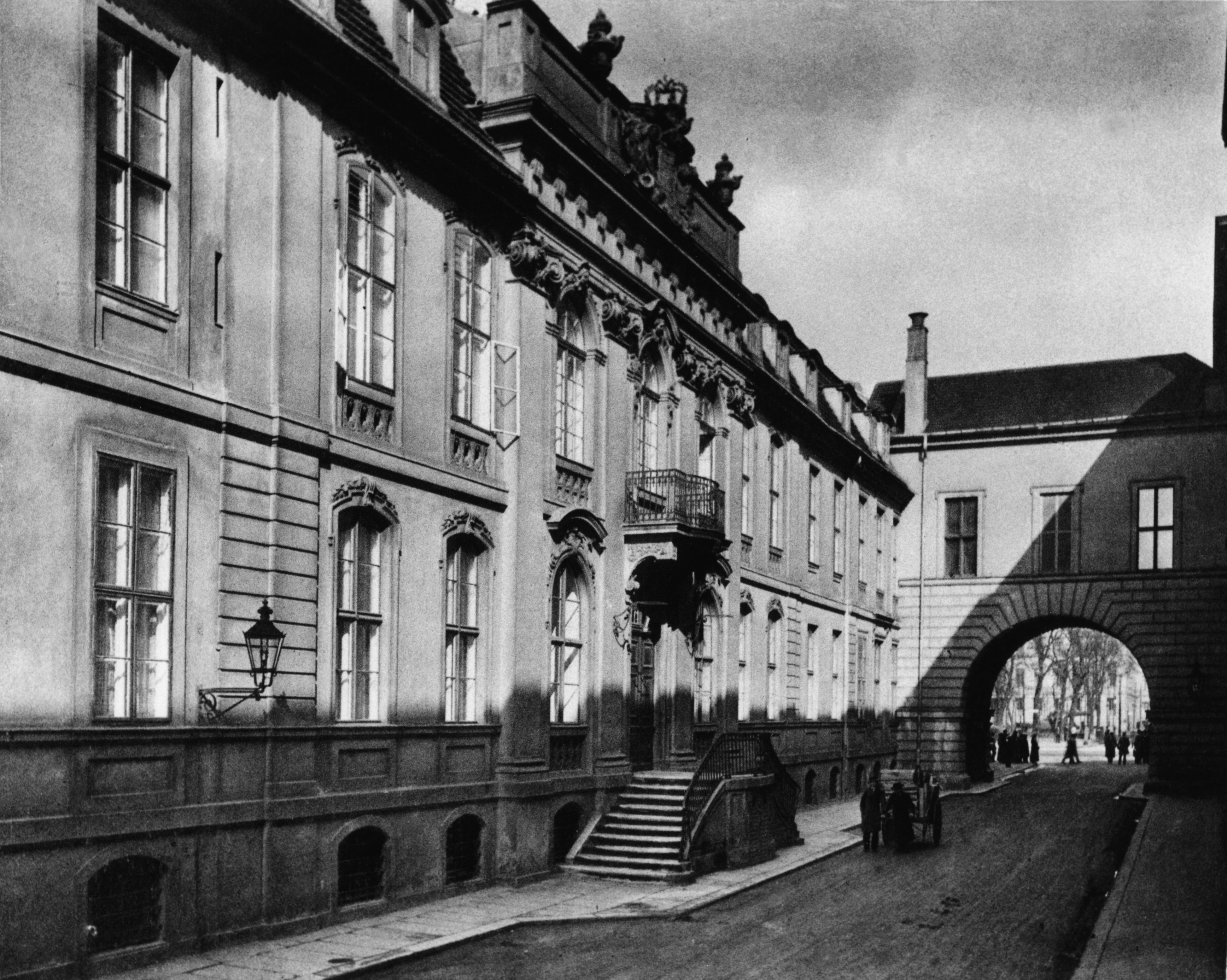
Ansicht des Prinzessinnenpalais, ab 1938 Verwaltungs- und Ausstellungsgebäude des Museums für Deutsche Volkskunde. Aufnahme: um 1938.

Trotz seiner guten Verbindung zu Finanzminister Popitz hatte Hahm als Direktor des Museums mit knappen finanziellen Mitteln zu kämpfen und musste inhaltliche Einflussnahme durch den Minister hinnehmen. So verzögerte sich die geplante Eröffnung des Spreeflügels des Schloss Bellevue, der für die Dauerausstellung genutzt werden sollte, aus finanziellen Gründen vom Juni 1937 in den Mai 1938. Von den fünf geplanten Themenkomplexen wurde der erste, der stammes- und rassekundliche Aspekte behandeln sollte, auf Empfehlung Popitz zur Kompensation reduzierter Mittel gestrichen. Ebenso fiel der Themenkomplex der deutschen Handwerkskultur weg, da sich das Museum bereits an einer Wanderausstellung des Reichsstands des deutschen Handwerks beteiligte, die auch im Schloss Bellevue gezeigt werden sollte. Der Spielraum für Hahm bei der Gestaltung seines Hauses war also begrenzt. Dennoch gelang es ihm, aus dem Typus des Schaumuseums den neuen Typus des "beweglichen Arbeitsmuseums", das sich durch wechselnde Ausstellungen und Vortragstätigkeit auszeichnete, zu entwickeln. Dieses Konzept wurde über die nationalen Grenzen hinweg wahrgenommen und adaptiert. So folgten die Überlegungen von Rivière zur Umsetzung eines „lebendigen Museums“ in Frankreich dem Vorbild Hahms. Die Wirkungsmöglichkeiten in diese Richtung erkaufte Hahm mit der ideologischen Indienststellung seines Hauses. Trotz dieser Zuarbeit für das nationalsozialistische Regime kam es nicht mehr zur Eröffnung der Dauerausstellung im Schloss Bellevue, da das Museum es Anfang 1938 räumen musste, damit es als Gästehaus des Deutschen Reiches genutzt werden konnte. In dieser Situation wandte sich Hahm zum einen an die zuständigen Referenten im Finanz- und Kultusministerium, zum anderen an den Generaldirektor der Staatlichen Museen Otto Kümmel. Er forderte neben einem Neubau die Schaffung neuer Stellen und die notwendige räumliche und finanzielle Ausstattung, um die Aktivitäten des Museums insbesondere in der Bildungsarbeit zu erhalten und weiter zu steigern. Das Museum zog vorerst – wie von Hahm vorgeschlagen – ins Unter den Linden gelegene Prinzessinnenpalais, während das Magazin in das Haus der durch die Nationalsozialisten aufgelösten Große National-Mutterloge „Zu den drei Weltkugeln“ in der Splittgerbergasse verlegt wurde. Die Arbeit des Museums konzentrierte sich in der Folge vor allem auf die Schulausstellungen, von denen zwischen 1939 und 1943 vier jeweils einer anderen Materialgruppe gewidmete Ausgaben stattfanden.

#### Institutionelle und universitäre Arbeit
Während der Etablierung des Staatlichen Museums für Deutsche Volkskunde als eigenem Haus im Verband der Staatlichen Museen führte Hahm die Arbeit im Rahmen der Deutschen Volkskunstkommission weiter, da diese ihm die Möglichkeit bot, in größerem Rahmen als es sein eigenes Haus erlaubte tätig zu werden. Nachdem bereits im Herbst 1932 das Reichsministerium des Innern eine Reform des Kommission anregte, um sie mit einer neuen Satzung als juristische Person zu konstituieren, wurde die Umwandlung in einen eingetragenen Verein angestrebt. Obwohl schon im November 1932 ein entsprechender Satzungsentwurf beim Ministerium eingereicht worden war, zog sich dieser Vorgang bis in den Oktober 1935 hin, als die Deutsche Volkskunstkommission als eingetragener Verein an das Staatliche Museum für Deutsche Volkskunde angebunden und finanztechnisch den Staatlichen Museen Berlin zugeordnet wurde. Angelehnt an Pläne, die aus der Kommission stammten, bemühte sich Hahm zudem, ein Institut für Volkskunstforschung am Museum zu gründen. Zwar bewilligte Bernhard Rust, der Reichsminister für Wissenschaft, Volksbildung und Erziehung, einen Lehrauftrag für die Erforschung der deutschen Volkskunst an der Friedrich-Wilhelms-Universität Berlin und erteilte den Auftrag, das Institut am Museum einzurichten, jedoch wurden keine weiteren Schritte zur Umsetzung unternommen. Diese Entwicklung lag im Einspruch durch die Forschungsgemeinschaft Deutsches Ahnenerbe begründet, deren Rasseamt sich am 11. September 1936 mit einem Schreiben an das Ministerium wandte und darum bat, die Bedenken dem Minister vorzutragen. Ohne von diesem Einspruch Kenntnis zu haben, wandte sich Hahm in einem Schreiben vom 12. Oktober 1939 an Rust und Finanzminister Popitz und bat darum, anlässlich des Jubiläums des Museums am 27. Oktober 1939 die Stiftung dieses Instituts durch den Minister verkünden zu dürfen, da dies für das Museum psychologisch wichtig sei. Im Juni 1940 wurde das Institut für Volkskunstforschung schließlich an der Berliner Universität gegründet und damit eine Angliederung an das Museum endgültig verworfen. Sein Jahresetat betrug 1200 Reichsmark. Gegen die Einwände des Nationalsozialistischen Deutschen Dozentenbundes erhielt Hahm aufgrund der Unterstützung durch Popitz eine Honorarprofessur. Aufgrund gesundheitlicher Probleme konnte Hahm jedoch kaum lehrend tätig werden, weshalb er von seinem Assistenten Wolfgang Schuchhardt vertreten werden musste. Das Institut für Volkskunstforschung stand dabei in inneruniversitärer Konkurrenz: Sowohl Adolf Spamer als auch Richard Beitl boten Veranstaltungen zur Volkskunde an, so dass diese an getrennten Orten innerhalb der Universität unterrichtet wurde.

#### Kontakte zum Ahnenerbe
Trotz des Einspruchs des Ahnenerbes 1936 unterhielt Hahm gute Kontakte zu einigen für diese Institution tätigen Wissenschaftlern. So hielt das führende Mitglied des Ahnenerbes Joseph Otto Plassmann, der selbst volkskundliche Schriften publiziert hatte, bis zu Hahms Tod mit diesem Kontakt und publizierte in dessen Zeitschrift Volkswerk; Heinrich Harmjanz, ebenfalls in leitender Position im Ahnenerbe, vermittelte Hahm Publikationsmöglichkeiten in populären Zeitschriften. Neben Plassmann und Harmjanz stand Hahm mit weiteren Mitgliedern des Ahnenerbes im schriftlichen Austausch. Als Plassmann in Frankreich ausgelagerte Handschriften und Archive aus verschiedenen Schlössern wieder nach Paris überführte, fragte er bei Hahm am 30. Juli 1940 an, ob dieser irgendwelche Wünsche hätte. Auch wenn Hahm keine direkte Beteiligung am Kunstraub nachzuweisen ist, hätte er über Netzwerke verfügt, die sich ihm zur Beschlagnahme gewünschter Objekte und Sammlungen im besetzten Frankreich andienten. Er wies das Ahnenerbe in den Niederlanden unter anderem auf einen Hochwebstuhl, der beim dortigen Kontakt Interesse hervorrief, hin. Ob es zu einer Beschlagnahme kam, ist jedoch nicht nachvollziehbar. Vom Kulturgutraub in den besetzten Teilen der Sowjetunion profitierte Hahms Museum dann aber direkt. Hahm erinnerte Plassmann, dass der ukrainische Privatgelehrte Zaloziecki in Czernowitz seine volkskundliche Sammlung dem deutschen Konsul als Schenkung für sein Museum übergeben habe, um sie vor der sowjetischen Besetzung 1940 in Sicherheit zu bringen. Nach dem Einmarsch der Roten Armee sei die noch im Haus Zalozieckis befindliche Sammlung auf Intervention des Konsuls freigegeben worden. Dann verlor sich jedoch ihre Spur. Anfang 1942 fragte Hahm bei der Volksdeutschen Mittelstelle an und erkundigte sich nach dem Verbleib der Sammlung. Als er erfuhr, dass sie dort in Verwahrung sei, forderte er ihre Herausgabe. Da dies nur nach Genehmigung durch das Ahnenerbe geschehen konnte, veranlasste dessen Leiter Wolfram Sievers die Überführung unter der Bedingung, die für Heinrich Himmler besonders interessanten Materialien der Huzulen vollständig aufzustellen.

#### Forschung im Nationalsozialismus
Hahm bettete seine Forschung in den nationalsozialistischen Diskurs ein. Im Vorwort seiner Publikation über deutsche Bauernmöbel im Jahr 1939 bemerkte er programmatisch: „Mit dieser Neuordnung der Kunstwissenschaft ist ein Weg beschritten, der auch zu einer Vererbungslehre auf dem Gebiet der Kunst im weitesten Sinne führen wird und muß, wenn man nicht ausgerechnet das formgestaltende Schaffen eines Volkes von der allgemeinen Lebensgesetzlichkeit der völkischen Lebensgesetzlichkeit abspalten will.“ Er bediente die Rhetorik des Kampfes, die im Nationalsozialismus weit verbreitet war. In diesem Kontext ist Hahms Rückbezug auf die antinapoleonische Bewegung mit Friedrich Ludwig Jahn, Ernst Moritz Arndt und Johann Gottlieb Fichte zu verorten. Auch seine Studie zu den ostpreußischen Bauernteppichen aus dem Jahr 1937 weist solche Spuren auf, da Hahm den anfänglich offenen kulturhistorischen Zuschnitt verengte und sowohl altpolnische Inschriften als auch die osmanisch-sarmatischen Einflüsse aus dem 18. Jahrhundert auf die Motivtradition ignorierte. Den Austausch mit polnischen Kollegen stellte er ein. Hahms Forschung schlug sich direkt in der Sammlung des Museums nieder, für das er einige dieser Teppiche ankaufte. Diese argumentative Annäherung an den Nationalsozialismus wird dabei von der biographischen Forschung in den Kontext seiner nicht unumstrittenen Position innerhalb des Regimes gestellt: Sowohl seine Nähe zu jüdischen Mäzenen und zu Politikern der SPD als auch zu einem scharf beobachteten Volkskundler wie Richard Beitl ließen Zweifel an Hahms Zuverlässigkeit aufkommen. So kritisierte etwa Matthes Ziegler vom Amt Rosenberg in seiner Publikation Deutsche Volkskunde im Schrifttum. Ein Leitfaden für die Schulungs- und Erziehungsarbeit der NSDAP im Jahr 1938 unter anderem die Würdigung James Simons durch Hahm und prangerte den Anteil jüdischer Volkskundler an. Zudem sei Hahm daran gelegen gewesen, sein Fach aus dessen Randlage herauszuführen, weshalb er die Volkskunde als völkische Wissenschaft propagierte.

Unter Hahm angekaufte ostpreußische Bauernteppiche
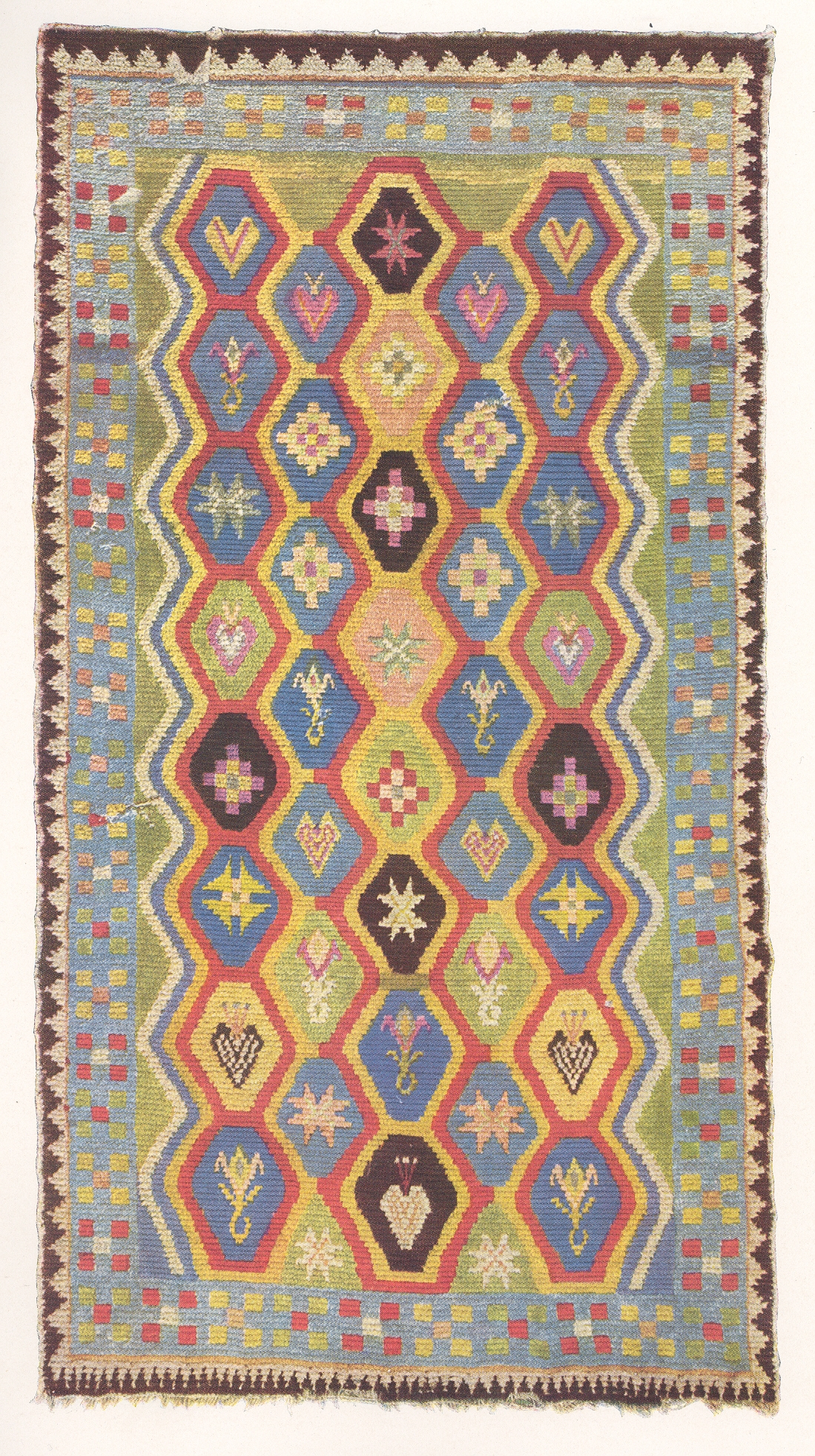
Geknüpfter Hochzeitsteppich, 1800–1820, Museum Europäischer Kulturen, erworben 1934.
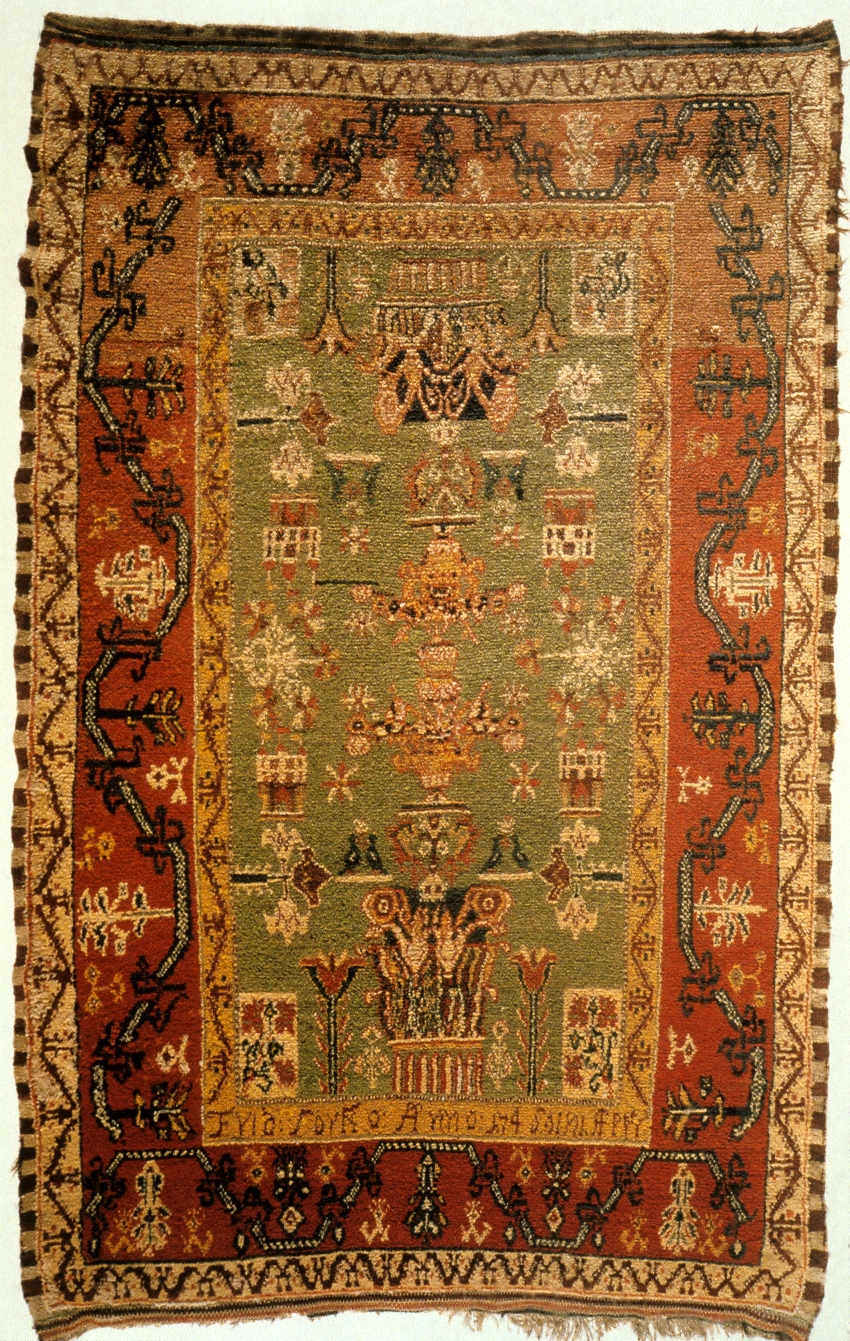
Masurischer Knüpfteppich, 1748, Museum Europäischer Kulturen, erworben 1936.

Hingegen blieb die eigentliche Museumsarbeit von dieser ideologischen Ausrichtung weitgehend unberührt. Die Arbeitsstelle „Schule und Museum“ unter der Leitung von Adolf Reichwein und die meisten der Museumspublikationen blieben einer kulturhistorischen Ausrichtung verpflichtet. Auch das von Hahm 1940 initiierte Jahrbuch des Museums für Deutsche Volkskunde mit dem Namen Volkswerk folgte dieser Ausrichtung. Die Beiträge stammten von den bekanntesten Vertretern der Volkskunde wie etwa Sigurd Erixon, der in seinem Beitrag etwa auf Franz Boas und Wilhelm Fraenger, ersterer im Nationalsozialismus verfemt und letzterer 1933 aus politischen Gründen entlassen, Bezug nahm. Bevor Hahm Volkswerk herausgab war er ab 1936 bereits Mitherausgeber des Wörterbuchs der Deutschen Volkskunde.

### Tod und Nachwirkung

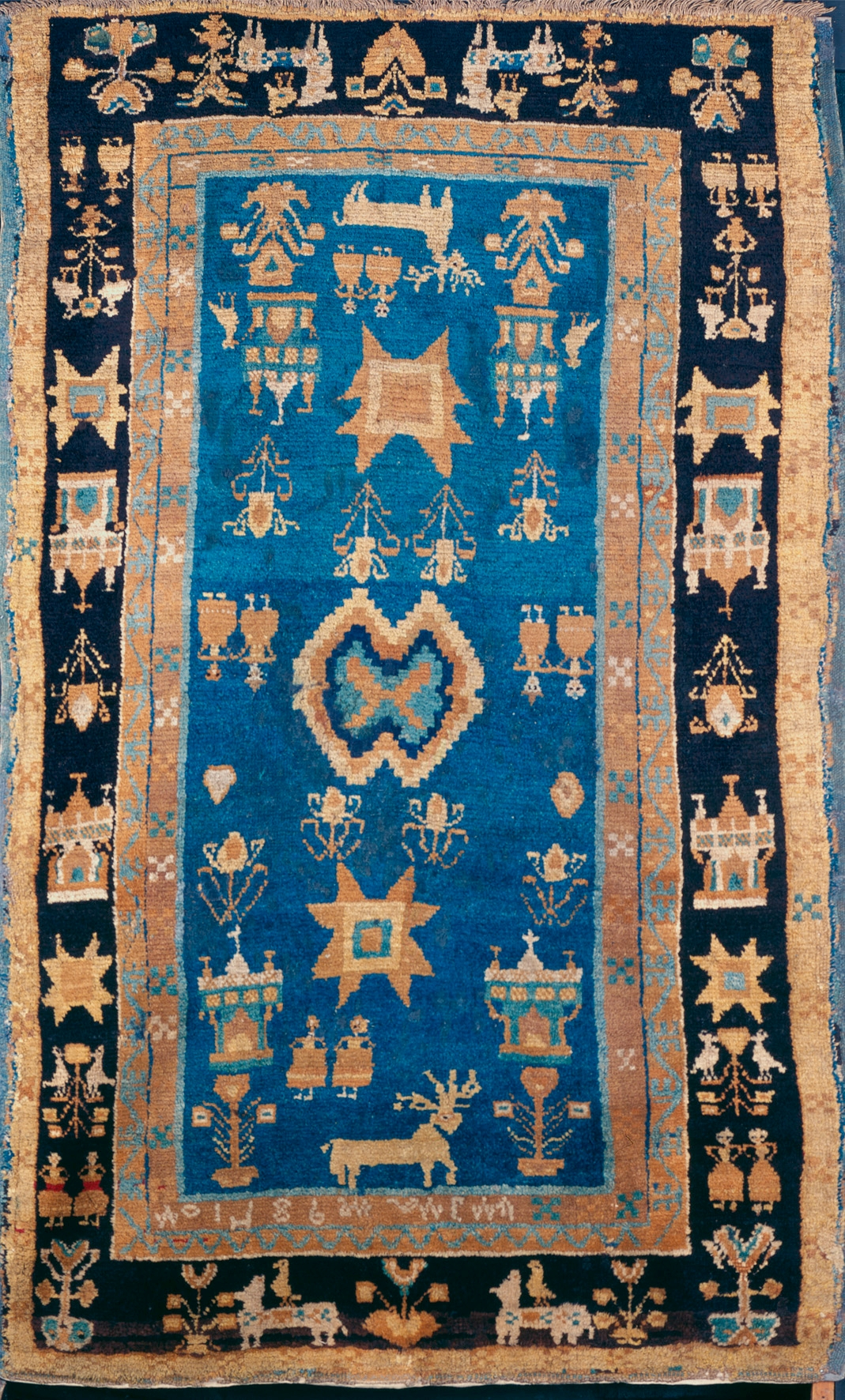
Ostpreußischer Knüpfteppich, 1789, Museum Europäischer Kulturen in Berlin. Der Teppich wurde 1951 vom Westberliner Museum in Andenken an Hahm erworben.

In Folge der seit Sommer 1941 auftretenden Symptome einer ernsten Erkrankung unternahm Hahm mehrere längere Aufenthalte im schlesischen Kurort Bad Altheide. In dieser Zeit führte er die Geschäfte von Museum und Institut über einen intensiven Briefwechsel. Am 15. März 1943 verstarb Hahm im Alter von 50 Jahren an den Folgen einer Hirnblutung. Sein Grab befindet sich auf dem Waldfriedhof Dahlem in Berlin.
Nach Ende des Zweiten Weltkriegs folgte der Neuaufbau der volkskundlichen Sammlungen sowohl in West- als auch in Ostberlin der Tradition Hahms: Schwerpunkt bildeten weiterhin Leben und Arbeit auf dem Land in den deutschen Sprachgebiete. 1961 wurden die verlagerten Museumsbestände, die von der Sowjetunion an die Deutsche Demokratische Republik zurückgegeben worden waren, wieder in die Sammlung, die im Pergamonmuseum präsentiert wurde, integriert. Darunter befanden sich auch die von Hahm erworbenen und erforschten ostpreußischen Bauernteppiche. Bereits 1951 hatte die Westberliner Sammlung einen ostpreußischen Knüpfteppich in Andenken an Hahm erworben und wissenschaftlich bearbeitet. Die Ordnungsschemata des volkskundlichen Kanons, die Hahm in die Museumsarbeit eingeführt hatte, wurden erst von einer neuen Generation von Volkskundlern in den 1970er-Jahren dekonstruiert. Bedeutend für den Wandel hin zu einem alltagsgeschichtlichen Zugriff war dabei etwa die Ausstellung Das Bild vom Bauern. Vorstellungen und Wirklichkeit vom 16. Jahrhundert bis zur Gegenwart, die 1978 im Dahlemer Museum gezeigt wurde. Mit diesem Perspektivwechsel änderte sich in der Folge auch der Charakter der Sammlungen, die sich unter anderem verstärkt der städtischen Bevölkerung widmeten und in das Industriezeitalter sowie die Gegenwart ausgriffen.

## Publikationen
- Schlesien in Farbphotographie, herausgegeben von Heinz Braune und Konrad Hahm in Verbindung mit dem Schlesischen Bund für Heimatschutz, Verlag-Anstalt für Farbphotographie Weller, Berlin 1923.
- Die finnischen Ryijen, in: Die Form, Bd. 1 (1925/26), S. 49–53.
- Neue Baukunst: Haus May, Frankfurt a. M, in: Die Form, Bd. 1 (1925/26), S. 293–298.
- Schlesien. Text und Bildersammlung, Günther Grundmann und Konrad Hahm, Delphin, München 1926.
- Deutsche Volkskunst, Deutsche Buch-Gemeinschaft, Berlin [1928].
- Deutsche Volkskunst (= Jedermanns Bücherei. Natur aller Länder, Religion und Kultur aller Völker, Wissen und Technik aller Zeiten. Bd. 14), Hirt, Breslau 1932.
- Die Kunst in Finnland, Deutscher Kunstverlag, Berlin 1933.
- Der Neuaufbau des Staatlichen Museums für Deutsche Volkskunde im Schloß Bellevue, Berlin, in: Zentralblatt der Bauverwaltung, Bd. 55 (1935), S. 851–854.
- Das neue staatliche Museum für deutsche Volkskunde im Schloß Bellevue, Berlin, in: Deutsche Wissenschaft, Erziehung und Volksbildung, Bd. 2 (1936), Nichtamtlicher Teil, S. 47–50.
- mit Julius von Farkas, Kultur der ugro-finnischen Völker (= Handbuch der Kulturgeschichte, Abteilung 2: Geschichte des Völkerlebens, Bd. 6), Athenaion, Potsdam 1936.
- Wörterbuch der Deutschen Volkskunde, Mitherausgeberschaft, ab 1936.
- Ostpreussische Bauernteppiche, Diederichs, Jena 1937.
- German Christmas Toys, Werbeschrift, Berlin 1937.
- Deutsche Bauernmöbel, Diederichs, Jena 1939.